# Babessi
Babessi est une commune du Cameroun située dans la région du Nord-Ouest et le département du Ngo-Ketunjia. C'est aussi le siège d'une chefferie traditionnelle de 2e degré.

## Géographie
La ville de Babessi, est située sur la route nationale 11 (axe Bamenda-Kumbo) à 18 km au nord-est du chef-lieu départemental Ndop.

## Histoire
La commune de Babessi (Babessi Council en anglais) est créée en 1995 par démembrement de la commune de Ndop.

## Population
Lors du recensement de 2005, la commune comptait 49 208 habitants, dont 7 320 pour la localité de Babessi.

## Structure administrative de la commune

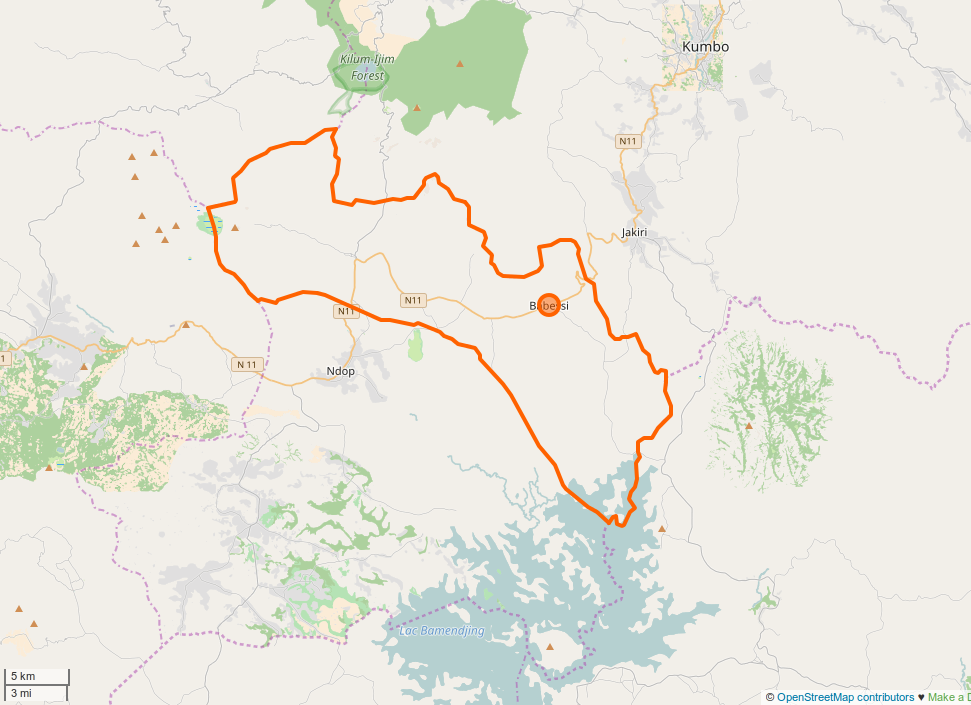
OSM de Babessi

La commune est organisée en 4 villages ou groupement de villages suivants  :
- Baba I
- Babungo
- Bangulan
- Babessi

Nkokebu ou Kokebui est un village du groupement Babessi Rural, recensé en 2005

## Chefferies traditionnelles
L'arrondissement de Babessi compte 4 chefferies traditionnelles de 2e degré reconnues par le ministère de l'administration du territoire et de la décentralisation :
- Babessi
- Bangolan
- Baba I
- Babungo

## Quartiers et villages
Le groupement de Babessi est constitué de 15 quartiers et villages :
- Kokebui
- Chui
- Touncho
- Mbow
- Mbezaw
- Mambim
- Nehimendui
- Menua
- Nzomayi
- Nzomenzo
- Tsenka
- Kotokoro
- Mbeze
- UP Mission
- Nkankio-Koka

## Personnalités liées à la commune
- Felicitas Ntang, combattante de l'indépendance du Cameroun[6] qui a dirigé une section de l'UPC dans la commune